# 丹蔵隆浩
丹蔵 隆浩（たんぞう たかひろ、1984年5月5日 - ）は、石川県鳳珠郡能登町出身で阿武松部屋に所属していた元大相撲力士。本名は寺下 隆浩（てらした たかひろ）。現役時代の体格は身長188cm、体重151kg。最高位は西十両6枚目（2013年3月場所）。得意技は右四つ、寄り。好物は魚介類。

## 経歴
小学生を卒業するころには身長170cm台後半、体重約100kgという恵まれた巨体を持っており、幼少よりこの巨体を活かして相撲で活躍していた。能登町立能都中学校、金沢市立工業から東洋大を経て、2007年阿武松部屋に入門。3月場所に初土俵を踏み一番出世を果たす。東洋大学相撲部の9学年先輩となる玉光国の証言によると入門時にわざわざ挨拶に来てくれたことが印象に残っているといい、謙虚で人柄が良いとも伝えられている。そんな玉光国からは常に応援されており「前に出る取り口ですぐに関取になると思った」と素質も評価されていた。番付に初めて名前が載った5月場所序ノ口で7戦全勝とし、序ノ口優勝を果たした。11月場所では首を痛め初の途中休場（0勝2敗5休）となった。
2008年1月場所7戦全勝で勝龍（八角部屋）との優勝決定戦を制し三段目優勝を飾ったが、9月場所で、4戦全勝で迎えた9日目に初黒星を喫するとともに右足靭帯断裂の大怪我を負い途中休場となった（4勝2敗1休）。この怪我の治療のため11月場所より休場となり、11月26日には膝の手術を行い、治療には1年程度必要と見られていた。
2009年は序ノ口西28枚目で迎えた9月場所の13日目で1年ぶりの復帰を果たし1勝6休で場所を終えた。翌11月場所は7戦全勝で2回目の序ノ口優勝を果たした。序二段西20枚目まで復帰した翌2010年1月場所も7戦全勝で終え、優勝決定戦まで残ったが優勝は果たせなかった。5月場所で1年半ぶりに幕下復帰を果たした。
2012年5月場所では東幕下16枚目で7戦全勝優勝を果たし、翌7月場所は関取昇進を狙える東幕下2枚目であったが、この場所を5勝2敗とし、場所後に9月場所での新十両昇進が決定した。同部屋の弟弟子である慶天海も自身と共に新十両に昇進しており、同部屋から同時に新十両への昇進を果たすのは2010年3月場所での同じ阿武松部屋（大道と益荒海）以来のこととなった。
新十両昇進と同時にそれまで本名のままであった四股名を丹蔵と改めた。丹蔵は祖父の代まで漁師であった寺下家の屋号であり、現在でも丹蔵の故郷では苗字の代わりに屋号を呼称に使う風習が少なからず残っている。同じ能登町出身の1学年後輩で同部屋の能登櫻は地元在住時代より「丹蔵さん」と呼んでいたという。引退後に母校の能登中学校で行った講演では大怪我で一年間休場してから十両昇進を果たすまでの心境の変化を語っており、阿武松の連日の説教を受けて思いやってくれるありがたさに気付いたという。
新十両の9月場所は、9日目まで7勝2敗と優勝争いの先頭に一時は立っていたが、10日目から5連敗で7勝7敗となった。しかし千秋楽の玉鷲戦に勝って8勝7敗と勝ち越しを決めた。翌11月場所は7勝8敗と負け越したが、2013年1月場所を9勝6敗と勝ち越し、3月場所は自己最高位の西十両6枚目まで番付をあげた。しかしその後は勝ち越すことができず番付を下げ、同年9月場所は東十両12枚目で6勝9敗と負け越したが、翌11月場所の11月場所はわずか1枚半下降の西十両13枚目の地位に踏み留まったが、この場所でも6勝9敗と負け越し、8場所務めた関取の地位を去ることとなった。
2014年1月場所を東幕下筆頭の地位で迎えるも3勝4敗と負け越し、翌3月場所も2勝5敗と負け越すと、5月場所は初日から休場し、10日目に引退を発表した。肩の手術をして現役続行を図るかどうか迷っていたが「気持ちが切れた。情けない相撲しか取れなくて歯がゆかった」と引退を決断したという。同月31日に断髪式を千葉市内のホテルで開き、貴乃花や錣山、大嶽、放駒ら130人が鋏を入れ、止め鋏は師匠・阿武松が入れた。引退当初から、怪我に苦しんだ経験を活かし柔道整復師の資格取得を目指す意向を示しており、その意向通り、2016年7月より名古屋市北区内で「丹蔵整体」という整体院を経営している。

## 主な成績
- 通算成績：174勝130敗52休 勝率.572
- 十両成績：55勝65敗  勝率.458
- 現役在位：43場所
- 十両在位：8場所
- 各段優勝
  - 幕下優勝：1回（2012年5月場所）
  - 三段目優勝：1回（2008年1月場所）
  - 序ノ口優勝：2回（2007年5月場所、2009年11月場所）

### 場所別成績
| | 一月場所 初場所（東京）  | 三月場所 春場所（大阪）   | 五月場所 夏場所（東京）   | 七月場所 名古屋場所（愛知） | 九月場所 秋場所（東京） | 十一月場所 九州場所（福岡） |
| --- | ------------------------ | ------------------------- | ------------------------- | --------------------------- | ----------------------- | --------------------------- |
| 2007年 （平成19年） | x                        | （前相撲）                | 西序ノ口11枚目 優勝 7–0   | 西序二段17枚目 6–1          | 西三段目55枚目 5–2      | 東三段目27枚目 0–2–5        |
| 2008年 （平成20年） | 西三段目77枚目 優勝 7–0  | 東幕下51枚目 4–3          | 東幕下41枚目 4–3          | 東幕下32枚目 3–4            | 東幕下39枚目 4–2–1      | 東幕下28枚目 休場 0–0–7     |
| 2009年 （平成21年） | 西三段目8枚目 休場 0–0–7 | 西三段目69枚目 休場 0–0–7 | 西序二段29枚目 休場 0–0–7 | 西序二段99枚目 休場 0–0–7   | 西序ノ口28枚目 1–0–6    | 東序ノ口20枚目 優勝 7–0     |
| 2010年 （平成22年） | 西序二段20枚目 7–0       | 東三段目25枚目 6–1        | 西幕下44枚目 6–1          | 西幕下18枚目 3–4            | 東幕下24枚目 3–4        | 東幕下29枚目 3–4            |
| 2011年 （平成23年） | 西幕下34枚目 4–3         | 八百長問題 により中止     | 西幕下29枚目 2–5          | 西幕下35枚目 6–1            | 東幕下11枚目 3–4        | 東幕下15枚目 3–4            |
| 2012年 （平成24年） | 西幕下22枚目 6–1         | 東幕下6枚目 2–5           | 東幕下16枚目 優勝 7–0     | 東幕下2枚目 5–2             | 西十両11枚目 8–7        | 西十両8枚目 7–8             |
| 2013年 （平成25年） | 西十両9枚目 9–6          | 西十両6枚目 6–9           | 西十両8枚目 6–9           | 東十両11枚目 7–8            | 東十両12枚目 6–9        | 西十両13枚目 6–9            |
| 2014年 （平成26年） | 東幕下筆頭 3–4           | 東幕下4枚目 2–5           | 東幕下13枚目 引退 0–0–5   | x                           | x                       | x                           |
| 各欄の数字は、「勝ち-負け-休場」を示す。 優勝 引退 休場 十両 幕下 三賞：敢=敢闘賞、殊=殊勲賞、技=技能賞 その他：★=金星 番付階級：幕内 - 十両 - 幕下 - 三段目 - 序二段 - 序ノ口 幕内序列：横綱 - 大関 - 関脇 - 小結 - 前頭（「#数字」は各位内の序列） |                          |                           |                           |                             |                         |                             |

## 改名歴
- 寺下 隆浩（てらした たかひろ）2007年3月場所 - 2012年7月場所
- 丹蔵 隆浩（たんぞう たかひろ）2012年9月場所 - 2014年5月場所